# Crystal River
Crystal River is een plaats (city) in de Amerikaanse staat Florida, en valt bestuurlijk gezien onder Citrus County.

## Demografie
Bij de volkstelling in 2000 werd het aantal inwoners vastgesteld op 3485.
In 2006 is het aantal inwoners door het United States Census Bureau geschat op 3581, een stijging van 96 (2.8%).

## Geografie
Volgens het United States Census Bureau beslaat de plaats een oppervlakte van
16,3 km², waarvan 14,8 km² land en 1,5 km² water. Crystal River ligt op ongeveer 8 m boven zeeniveau.

## Plaatsen in de nabije omgeving
De onderstaande figuur toont nabijgelegen plaatsen in een straal van 16 km rond Crystal River.